# Gleitschlinge mit halbem Schlag
Die Gleitschlinge mit halbem Schlag ist ein Greif- und Gleitknoten, der mit der Hand in alle Richtungen verschoben werden kann und sich unter Last festzieht. Der Knoten lässt sich wieder auf dem Seil verschieben, wenn er nicht mehr unter Last steht.

## Wirkungsweise und Verwendung
Der Knoten gleitet zunächst, wenn er plötzlich unter Last steht (z. B. bei einem Absturz von Bergsteigern), bevor er sich festzieht. Dadurch wird Energie verbraucht. Die Belastung beim Rutschen ist vorhersagbar und kann bis zu einem gewissen Grad kontrolliert werden. Jede Abweichung lässt sich auf unkorrektes Binden des Knotens zurückführen.

## Knüpfen

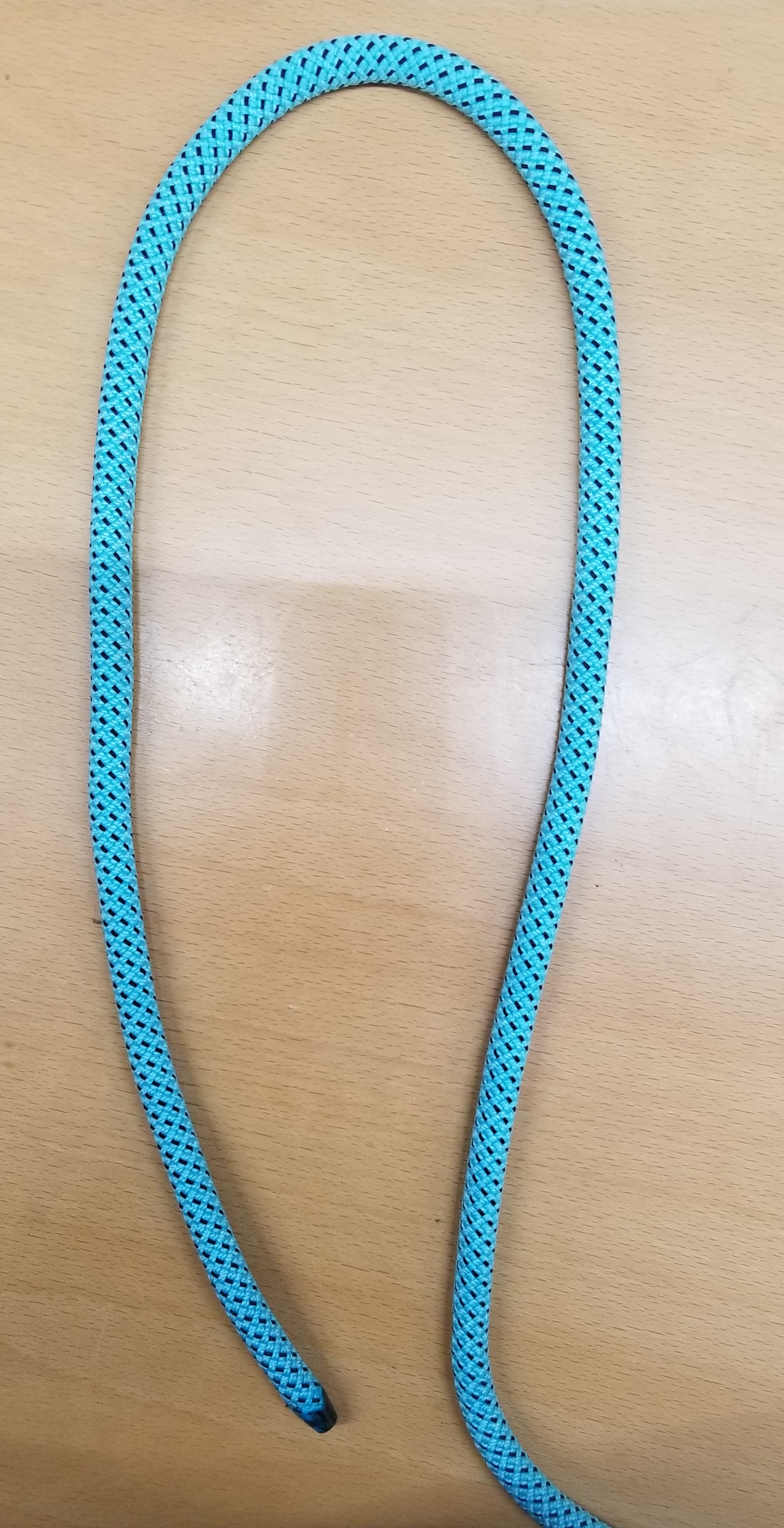
Man legt eine Bucht
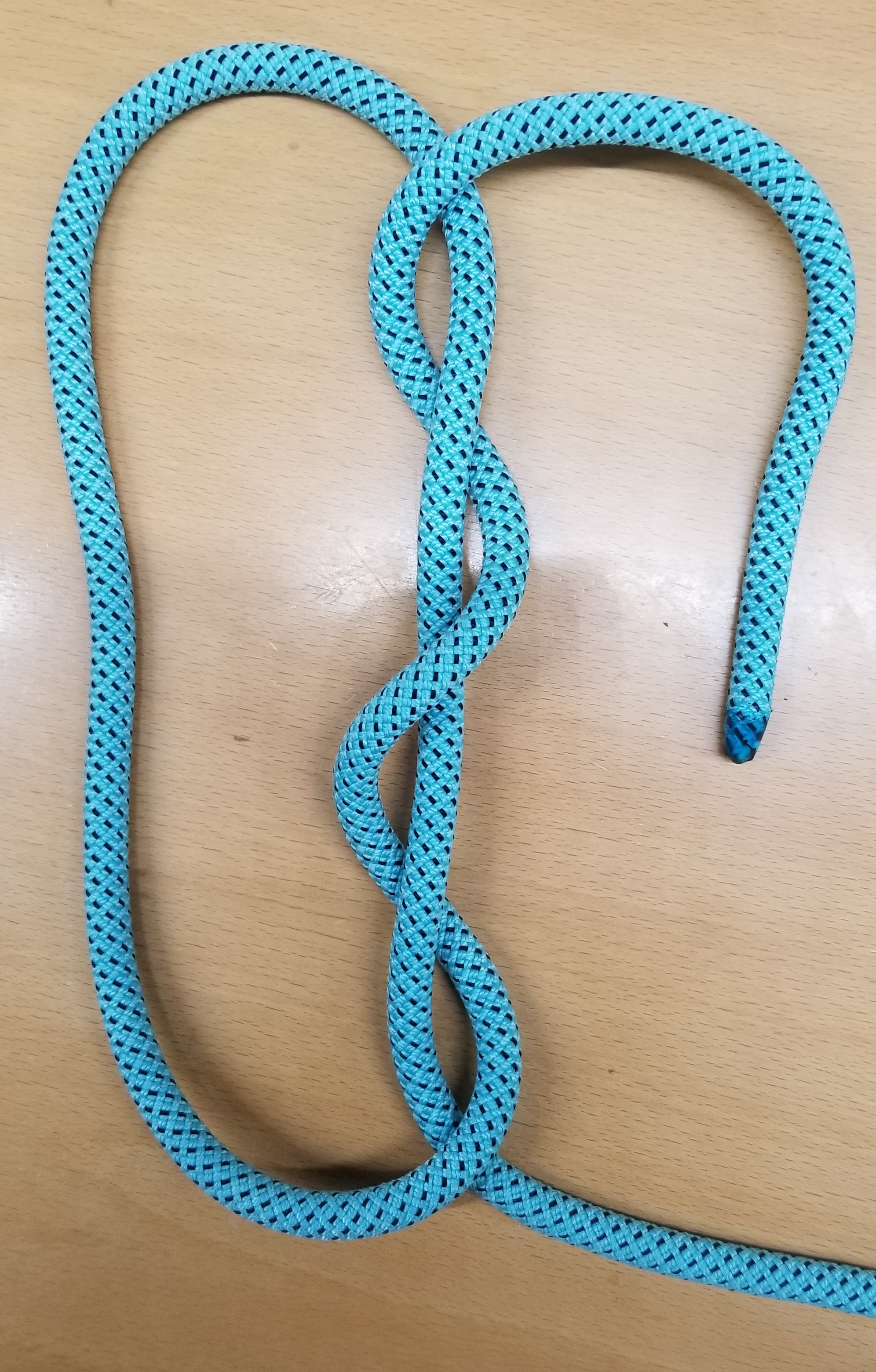
Mit dem losen Ende legt man zwei Törns um das feste Ende
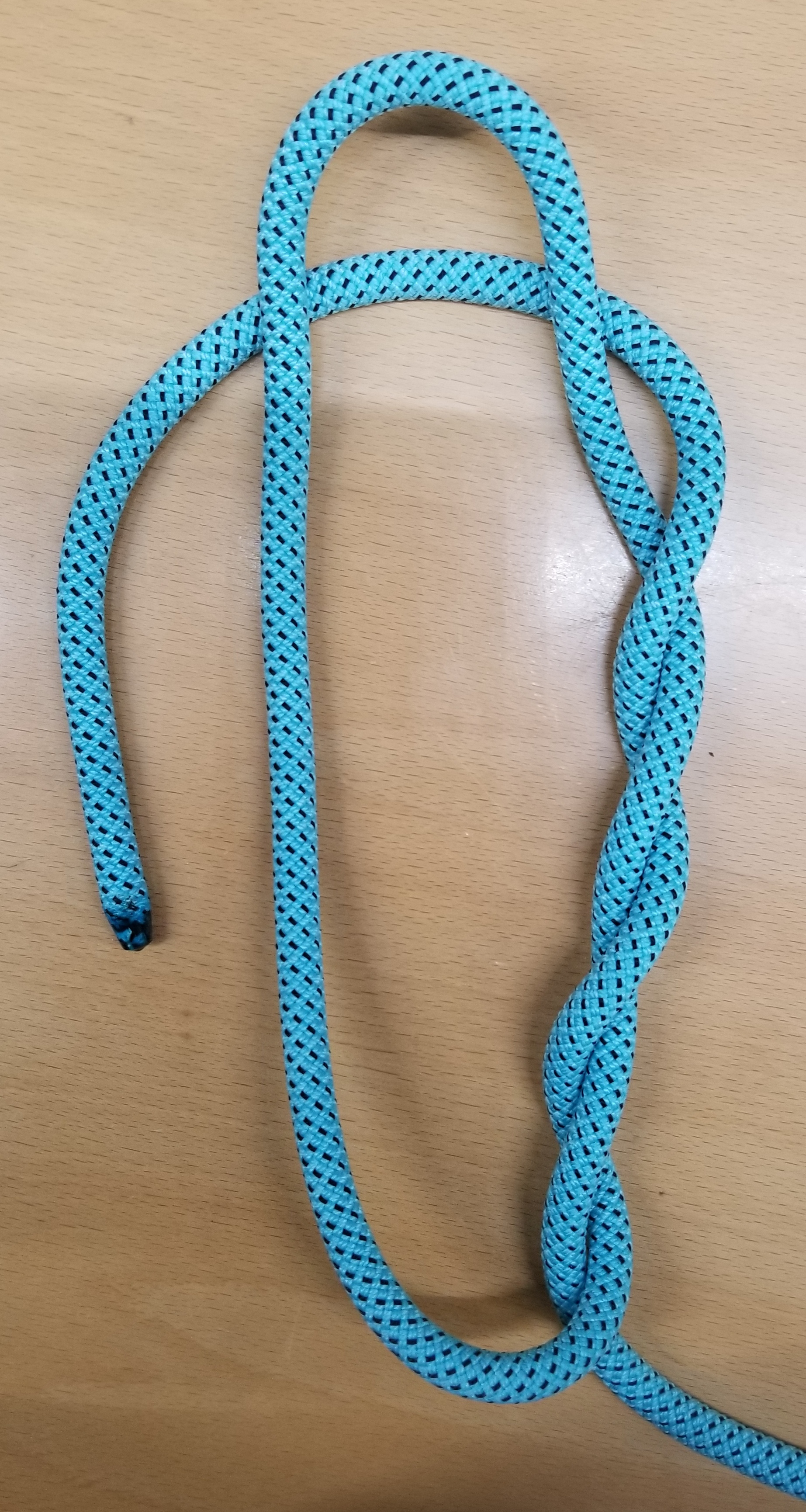
Das lose Ende wird unter die Bucht und
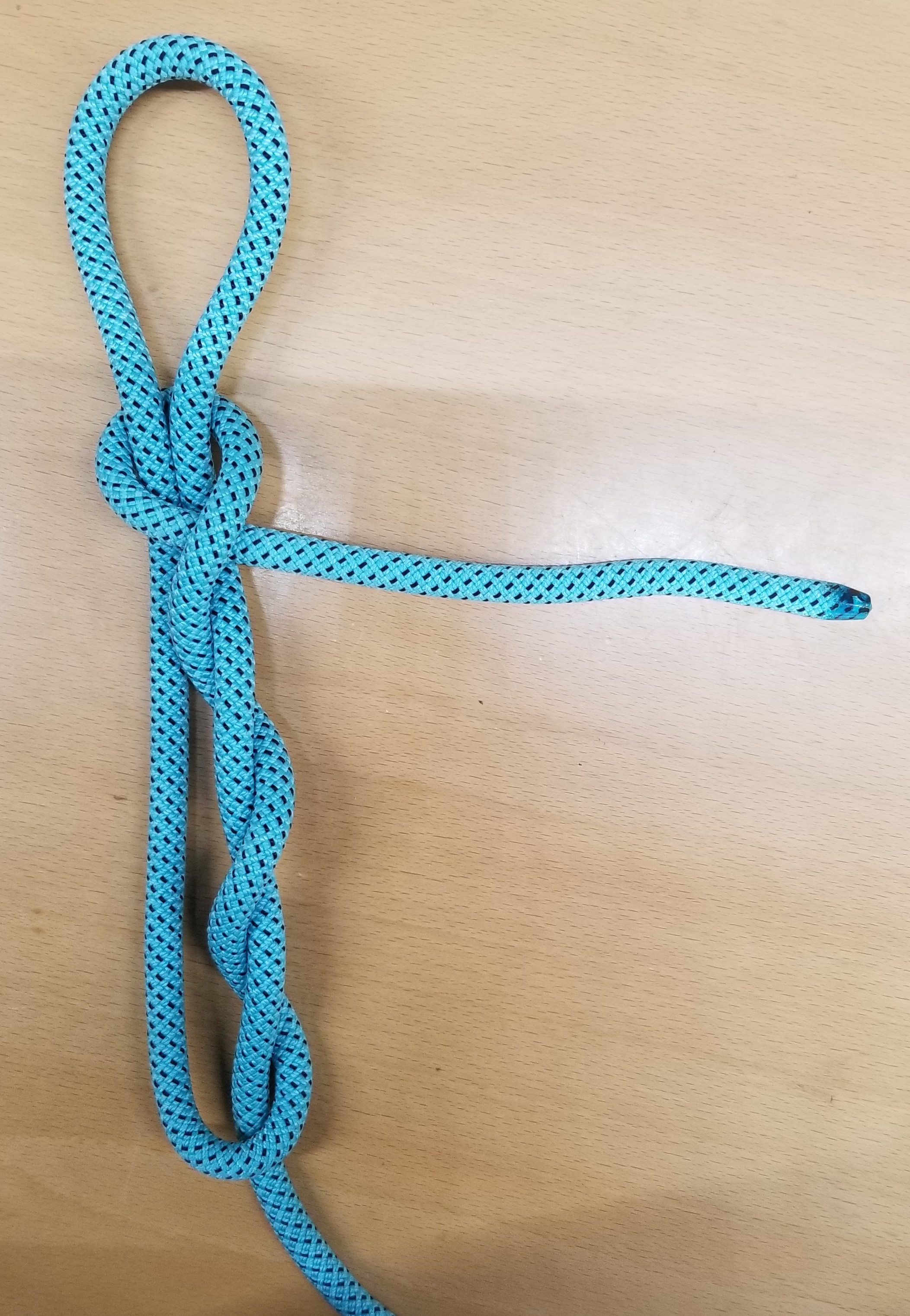
Oben zurück durch sich selbst gesteckt.

Um ganz sicher zu gehen, einen Überhandknoten an das lose Ende anbringen!

## Rundschlinge
Zwei solcher Knoten lassen sich zu einer Endlosschlinge verbinden. Dabei verhält sich jeder wie ein Prusikknoten, sollte ein Knoten versagen, dient der zweite zur Sicherung.
Wenn die beiden Knoten rutschen, ziehen sie sich wie bei einem Spierenstich zusammen.

### Knüpfen

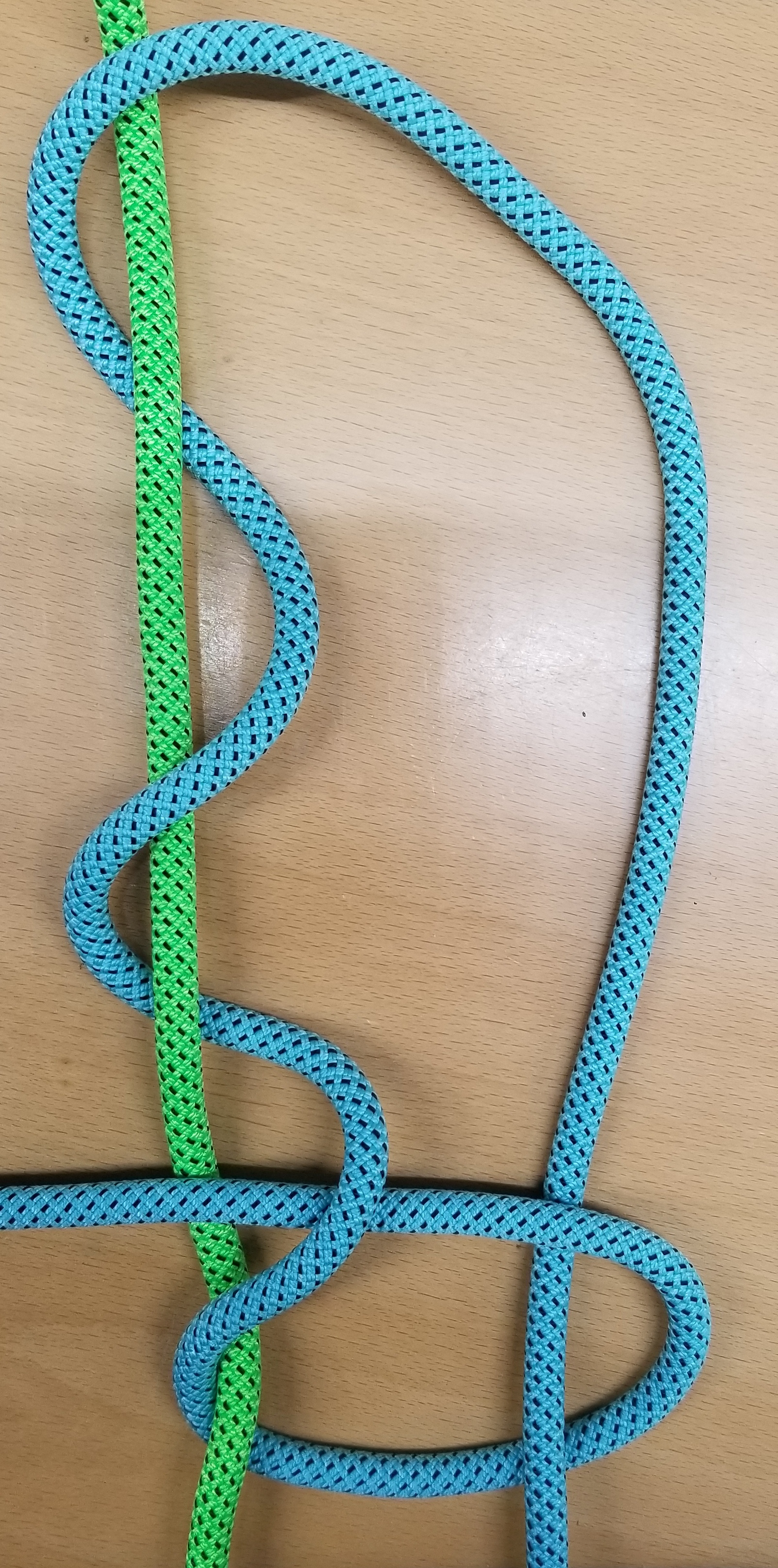
Eine Gleitschlinge mit halbem Schlag knüpfen
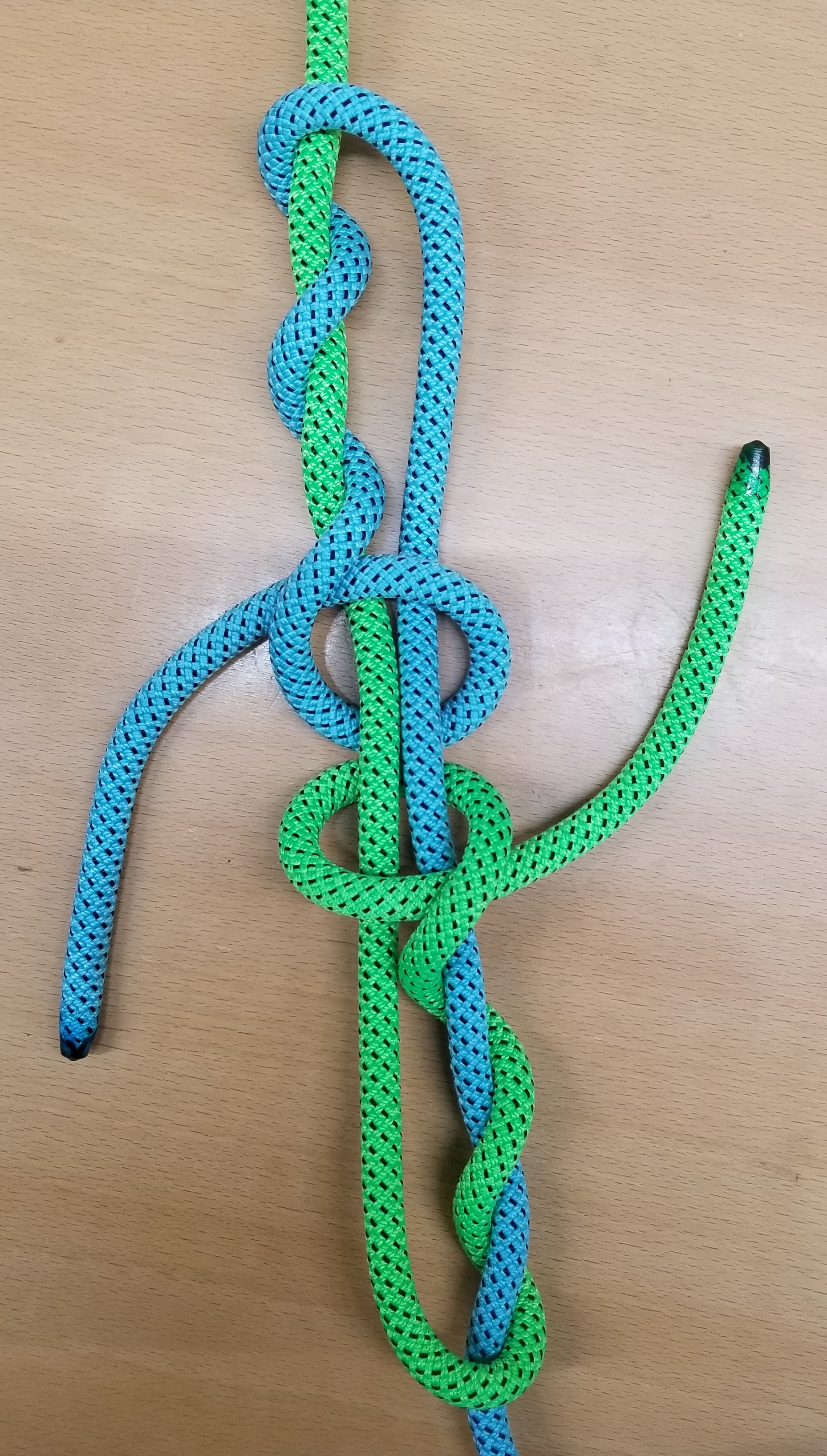
Dann die zweite
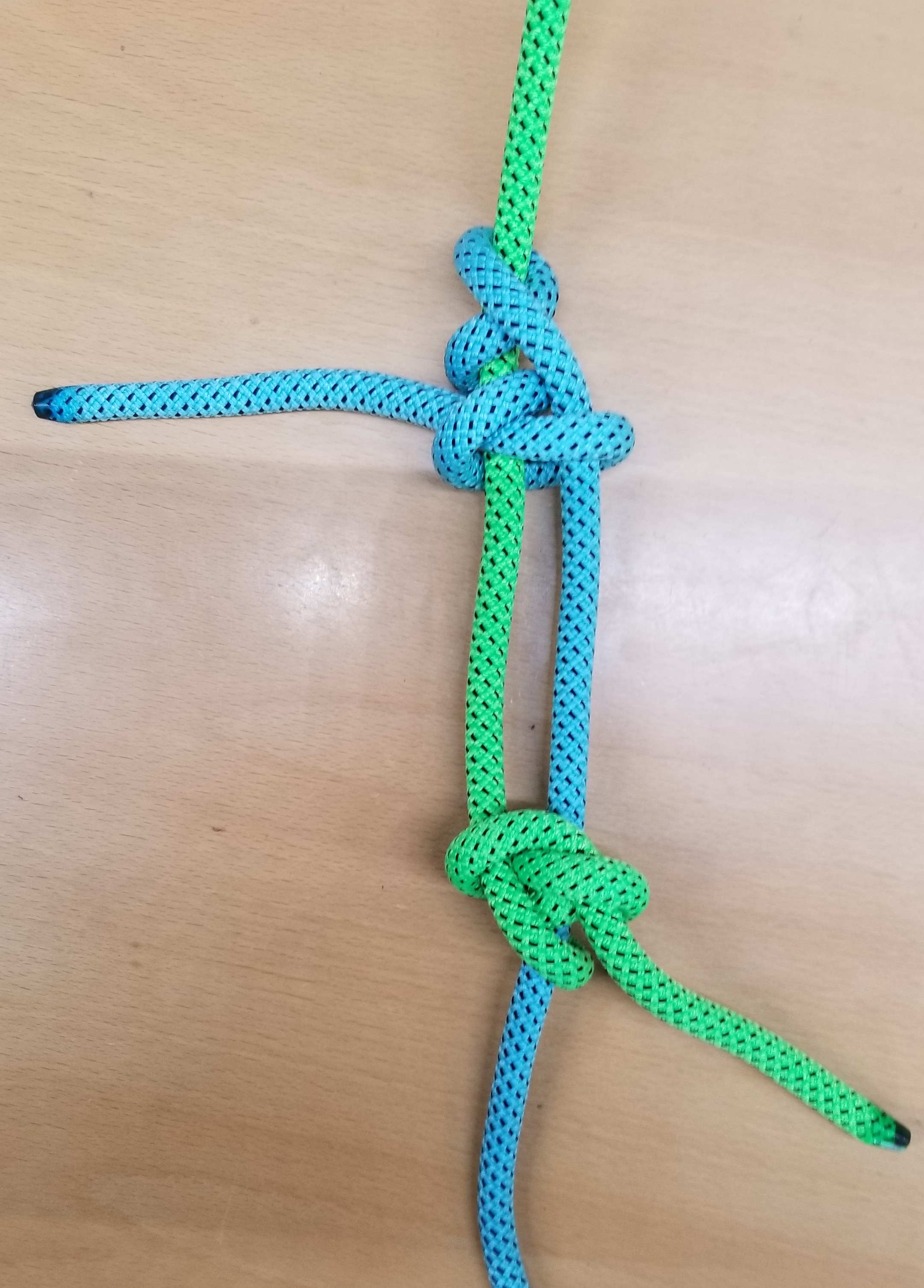
Ohne Last lässt sich der Knoten verschieben
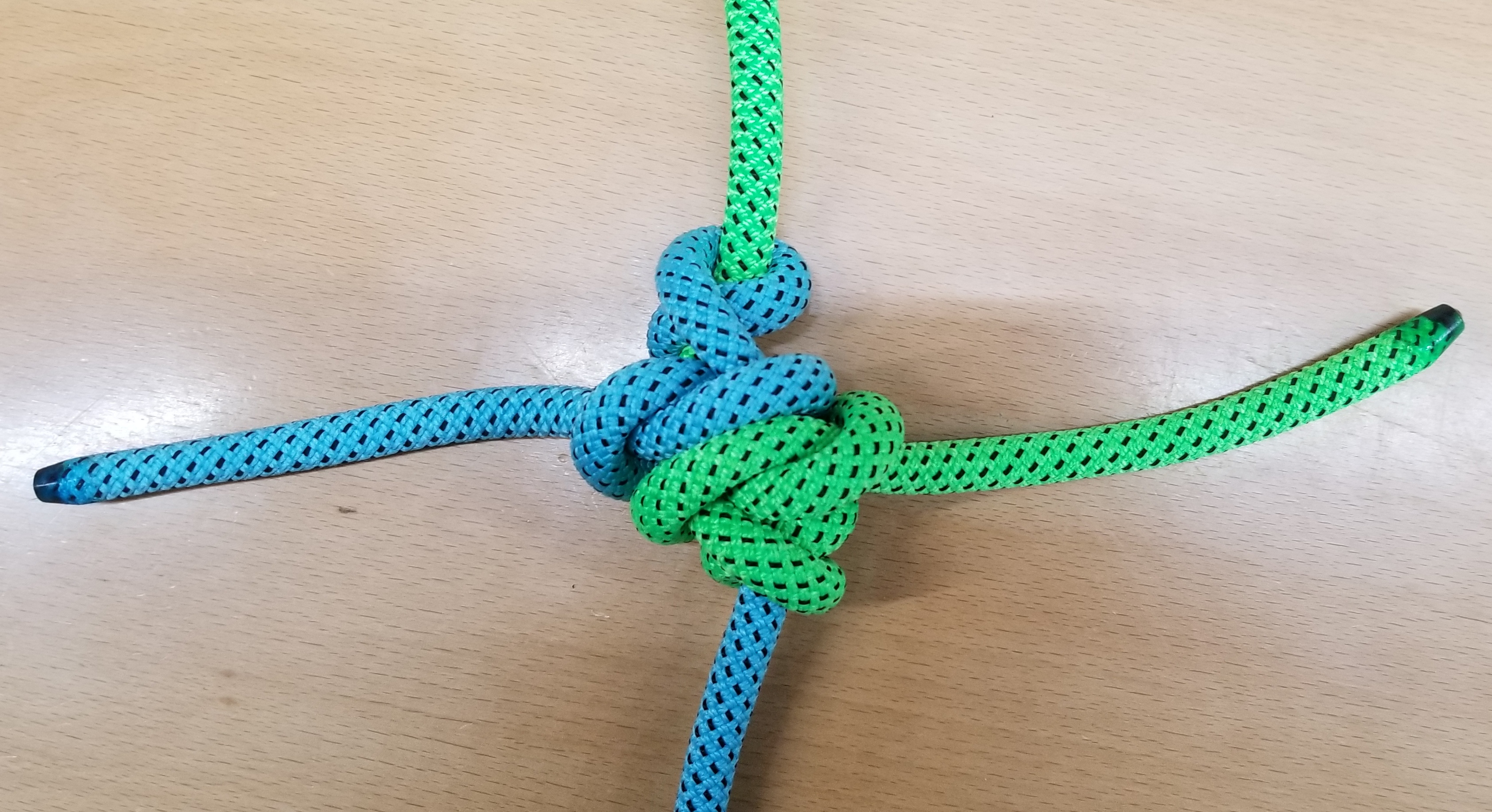
Zusammengezogen

## Verwendung als Verbindungsknoten

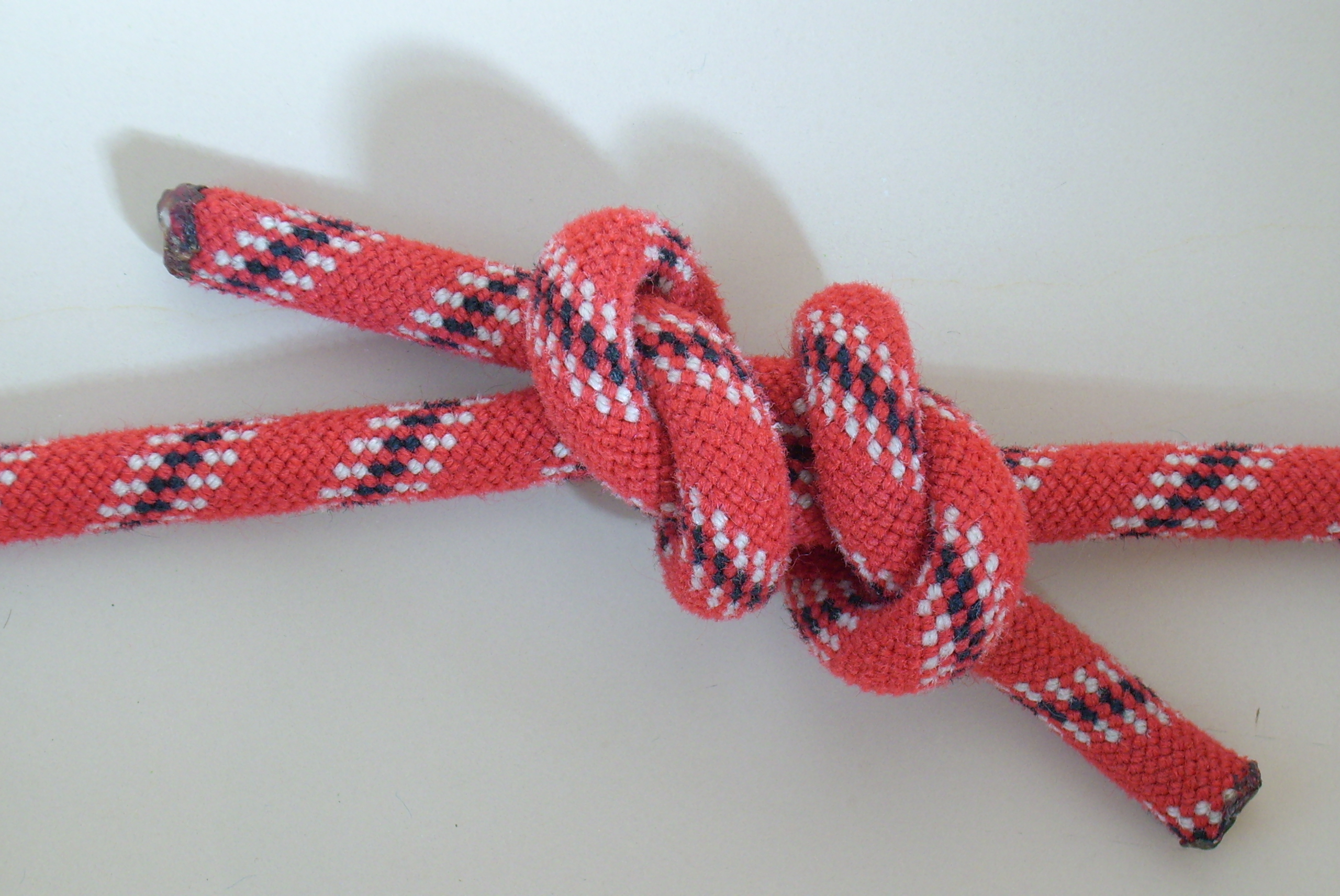
Spierenstich

Zwei Gleitschlingen mit halbem Schlag lassen sich wie der Spierenstich als Verbindungsknoten nutzen. Damit lässt sich die Länge einer Verbindung regulieren. Anwendungsbeispiel wäre als Knoten bei einem Armband.